# Noatiske bud
De noatiske bud er syv bud som ifølge jødisk tradition gælder for hele jordens befolkning som efterkommere af Noa. Derimod ses de 10 bud som specifikt givet til jøderne, og hedninger kan ikke forventes at følge dem.
I de seneste år er enkelte kristne grupper i USA begyndt at tilslutte sig den jødiske traditions syn på disse bud.

## De syv bud
1. Du må ikke myrde.
2. Du må ikke stjæle.
3. Du må ikke tilbede afguder.
4. Du må ikke bedrive utugt (traditionelt tolket som incest, sodomi, praktiseret mandlig homoseksualitet og utroskab).
5. Du må ikke spise kød fra levende dyr. Det vil sige, man må ikke skære kød fra et stadig levende dyr.
6. Du må ikke bespotte Gud.
7. Du skal oprette retfærdige og ærlige domstole og dømme retfærdigt.